# Équipe du Pérou de hockey sur gazon
Maillots
L'Équipe du Pérou de hockey sur gazon représente le Pérou dans le hockey sur gazon international masculin et est organisée par la Fédération péruvienne de hockey, l'instance dirigeante du hockey sur gazon au Pérou.
Le Pérou ne s'est jamais qualifié pour les Jeux olympiques d'été ni pour la Coupe du monde. Ils ont participé une fois aux Jeux panaméricains et à la Coupe d'Amérique jusqu'en 2018, mais ils ont disputé leurs deuxièmes Jeux panaméricains en 2019.

## Histoire dans les tournois

### Jeux panaméricains
- 1987 - 10e place
- 2019 - 8e place

### Coupe d'Amérique
- 2000 - 8e place
- 2022 - Qualifié

### Challenge d'Amérique
- 2015 - 5e place
- 2021 -

### Jeux sud-américains
- 2006 -
- 2014 - 6e place
- 2018 - 5e place
- 2022 - Qualifié

### Championnat d'Amérique du Sud
- 2003 -
- 2008 - 5e place
- 2013 - 4e place
- 2016 - 5e place

### Ligue mondiale
- 2016-2017 - 1er tour

### Hockey Series
- 2018-2019 - Open

### Jeux bolivariens
- 2013 - 4e place

## Composition actuelle
La composition suivante pour le Challenge d'Amérique 2021.
Sélections mises à jour au 2 octobre 2021 après le tournoi
Entraîneur :  Patricio Martinez
| Numéro | Joueur                             | Date de naissance | Âge | Sélections |
| ------ | ---------------------------------- | ----------------- | --- | ---------- |
| 1      | Felix Mafferetti (C),(GB)          | 28 novembre 1975  | 46  | 79         |
| 2      | Vincenzo de Martis                 | 22 juillet 1993   | 28  | 49         |
| 3      | Angelov Contreras                  | 16 mai 2002       | 19  | 3          |
| 4      | León Schouller                     | 9 janvier 1997    | 24  | 4          |
| 5      | Sebastian Paco                     | 22 avril 2004     | 17  | 4          |
| 6      | Adrian Huachillo                   | 16 septembre 2002 | 19  | 4          |
| 7      | Gianfranco Curo                    | 19 février 2003   | 18  | 4          |
| 8      | Raul Ortiz                         | 4 mai 2004        | 17  | 3          |
| 9      | Carlos Morales                     | 15 février 1981   | 40  | 34         |
| 10     | Rodrigo Dias Espinosa              | 27 décembre 1990  | 30  | 44         |
| 11     | Sebastian Dennison                 | 1er novembre 1991 | 30  | 33         |
| 12     | Diego Santiago Chipana Savero (GB) | 23 juin 1990      | 31  | 36         |
| 13     | Daniel Huanca                      | 30 octobre 1996   | 25  | 10         |
| 14     | Fabrizio Corno (C)                 | 3 décembre 1987   | 34  | 60         |
| 15     | Manuel Barco                       | 13 avril 2006     | 15  | 3          |
| 16     | Fernando Lopez                     | 13 mai 1997       | 24  | 31         |
| 17     | Gabriel Pezo                       | 27 mai 2005       | 16  | 4          |
| 18     | Darwin Chavez                      | 30 octobre 2002   | 19  | 4          |